# سیارک ۷۲۲۰
سیارک ۷۲۲۰ (به انگلیسی: 7220 Philnicholson، نامگذاری:1981QE) هفت هزار و دویست و بیستمین سیارک کشف شده‌است که در ۳۰ اوت ۱۹۸۱ کشف شد.
قدر مطلق سیارک برابر ۱۴٫۲۰ است.